# 小利奥·福卡斯
利奥·福卡斯（希臘語：Λέων Φωκᾶς；约915-920年间出生，死于971年以后）是拜占庭帝国的杰出将领，10世纪中期随同其皇兄尼基弗鲁斯二世在帝国东部取得了许多胜利。 并在其兄在位时担任帝国的首席大臣，兄长遇害后他试图反叛新皇帝约翰·齐米斯克斯，但被击败。为了与他的同名叔父利奥区分，称他为小利奥·福卡斯。 

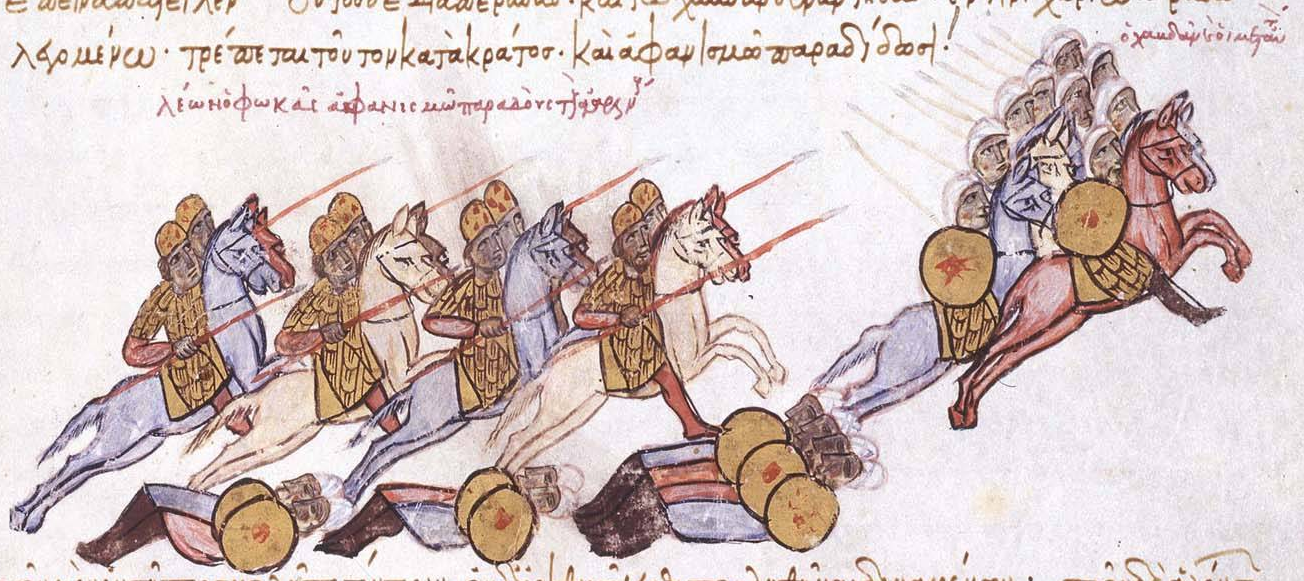
《马德里的斯基里泽斯历史抄本》插图：利奥在安德拉索斯战役中取胜

利奥出身于拜占庭帝国著名的军事贵族家族福卡斯家族，他的父亲是老巴尔达斯·福卡斯，曾在君士坦丁七世统治时期任东部军队的统帅，母亲则是小亚细亚的另一著名军事贵族家族马雷诺斯家族的成员。945年，利奥被任命为卡帕多西亚军区的将军，大概十年之后，他被提拔为地位更高的安纳托利亚军区的将军。罗曼诺斯二世在位期间（959-963年），他被任命为西部的“宫内军家内官（δομέστικος τῶν σχολῶν）”，相当于巴尔干军队的总司令，并被授予荣誉头衔“总长（μìγιστρος）”。长兄尼基弗鲁斯960年被派去进攻克里特埃米尔国后，利奥接替他担任东部的“宫内军长官”，在任上，他得以取得重大胜利，击败了帝国的老对手阿勒颇埃米尔赛弗·道莱：当时后者率军入侵小亚细亚并取得不少战果，并带着大量战利品与俘虏撤退，但利奥在多石的山谷处设伏，歼灭敌军大部，赛弗·道莱勉强逃脱。鉴于他在拜占庭-阿拉伯边界的辉煌战绩，他被认为可能是匿名军事论文《论小规模战争》的作者。
963年，利奥的兄长尼基弗鲁斯成为皇帝，之后利奥被授荣誉头衔“宫殿负责人（κουροπαλάτης）”并被任命为“邮传书记（λογοθέτης τοῦ δρόμου）”实际上担任政府首脑直到969年尼基弗鲁斯被约翰·齐米斯克斯谋害。970年，利奥图谋推翻约翰，但没能成功并被流放至莱斯沃斯岛。971年他再次图谋叛乱但仍未成功，于是被致盲并驱逐至普罗特岛（今克纳勒阿达岛） ，他的死亡时间未知。
利奥的儿子小巴尔达斯·福卡斯后来也成为帝国的重要将领，其女索菲亚·福卡伊娜嫁给君士坦丁·斯克莱罗斯（Constantine Skleros），两人之女赛奥法诺嫁给了神圣罗马皇帝奥托二世。